# The Giant Is Awakened
The Giant Is Awakened ist das Debütalbum von Horace Tapscott. Die am 1. April 1969 entstandenen Aufnahmen erschienen 1969 auf Flying Dutchman Records. 1991 wurde das Album unter dem Titel West Coast Hot, kombiniert mit Aufnahmen des John Carter & Bobby Bradford Quartet, erstmals als Compact Disc auf dem RCA-Sublabel Novus wiederveröffentlicht. In Einzelausgaben erschien The Giant Is Awakened dann ab 2014 in den USA bei International Phonograph Inc., in Japan bei Solid Records und 2020 erneut als Langspielplatte bei Real Gone Music.

## Hintergrund
Bereits während seiner Zeit auf der High School schrieb Tapscott Musik und spielte professionell sowohl Klavier als auch Posaune. Nachdem er Anfang der 1960er-Jahre in Los Angeles das Pan Afrikan Peoples Arkestra gegründet hatte, erhielt er 1968 die Möglichkeit mit Sonny Criss zu arbeiten, der für Prestige Records ein ganzes Album mit Kompositionen und Arrangements von Tapscott aufnahm, Sonny’s Dream (Birth of the New Cool). Tapscott und die Arkestra-Mitglieder, die die Musik geprobt und mit Criss in Clubs gespielt hatten, tauchten bei der Session auf, wo sie feststellten, dass Produzent Don Schlitten an ihrer Stelle andere Musiker engagiert hatte. Tapscott verließ umgehend das Studio, doch war bereits bezahlt worden und hatte das Geld ausgegeben; folglich war er gezwungen, die Aufnahme unter den veränderten Bedingungen fortzusetzen. Er wurde auf dem LP-Cover als „Arrangeur und Dirigent“ genannt. Tapscotts Kompositionen für Sonny’s Dream (Birth of the New Cool) wären zwar nicht so frei oder avantgardistisch wie seine Kompositionen für das Arkestra, aber weit entfernt von konventionellem Bop, urteilte Joseph W. Washek. Hart swingend und bluesig, mit modalen und freien Akzenten, seien sie Charles Mingus viel näher als „Cool Jazz“. „Criss spielt [auf der LP] hervorragend“, aber der eigentliche Star sei Tapscott mit seinen Kompositionen und Arrangements.
Im April 1969 nahm Tapscott dann für Flying Dutchman das Album The Giant Is Awakened auf, seine erste Aufnahmesession unter seinem eigenen Namen. Eigentlich wollte er die Platte gar nicht aufnehmen; auf Empfehlung des Musikers John Carter, der bereits für Flying Dutchman aufgenommen hatte, wollte Labelbesitzer Bob Thiele unbedingt Tapscott aufnehmen. Dieser befürchtete jedoch: „Hier war ein weiterer Typ, die diese schwarze Musik ausnutzen würde.“ Thiele tauchte bei Tapscott in einem Viertel auf, „wo man nicht von alleine kommt, wenn man ein weißer Typ aus New York mit einer Pfeife ist“. Doch Tapscott war beeindruckt genug, um die Band zu einer Abstimmung über die Aufnahmen zu bringen, und er wurde bei der Entscheidung überstimmt.
Eine Aufnahme des gesamten Arkestra wäre selbst für Flying Dutchman, das später Musik von Ornette Coleman und George Russell aufnehmen sollte, unter kommerziellen Gesichtspunkten uninteressant gewesen, meint Washek; also wurde Tapscott am Piano von zwei Bässen, Schlagzeug und dem Altsaxophon des sehr talentierten Arthur Blythe begleitet. Alle Musiker spielten häufig zusammen im Arkestra und hatten keine Schwierigkeiten mit Tapscotts manchmal kniffligen Bop- und von Thelonious Monk beeinflussten Melodien. Nachdem das Album fertiggestellt war, hielt Tapscott seine Zurückhaltung und seinen Verdacht für gerechtfertigt und war wütend auf Thiele, weil das Album unter Verstoß gegen eine Vereinbarung, die sie getroffen hatten, ohne seine Mitwirkung in New York abgemischt wurde. Er hatte das Gefühl, dass das Klavier-dominante Ergebnis seine Musik falsch darstellte. Obwohl Tapscott das Album nie direkt verleugnete, war er nie stolz darauf, so der Autor.

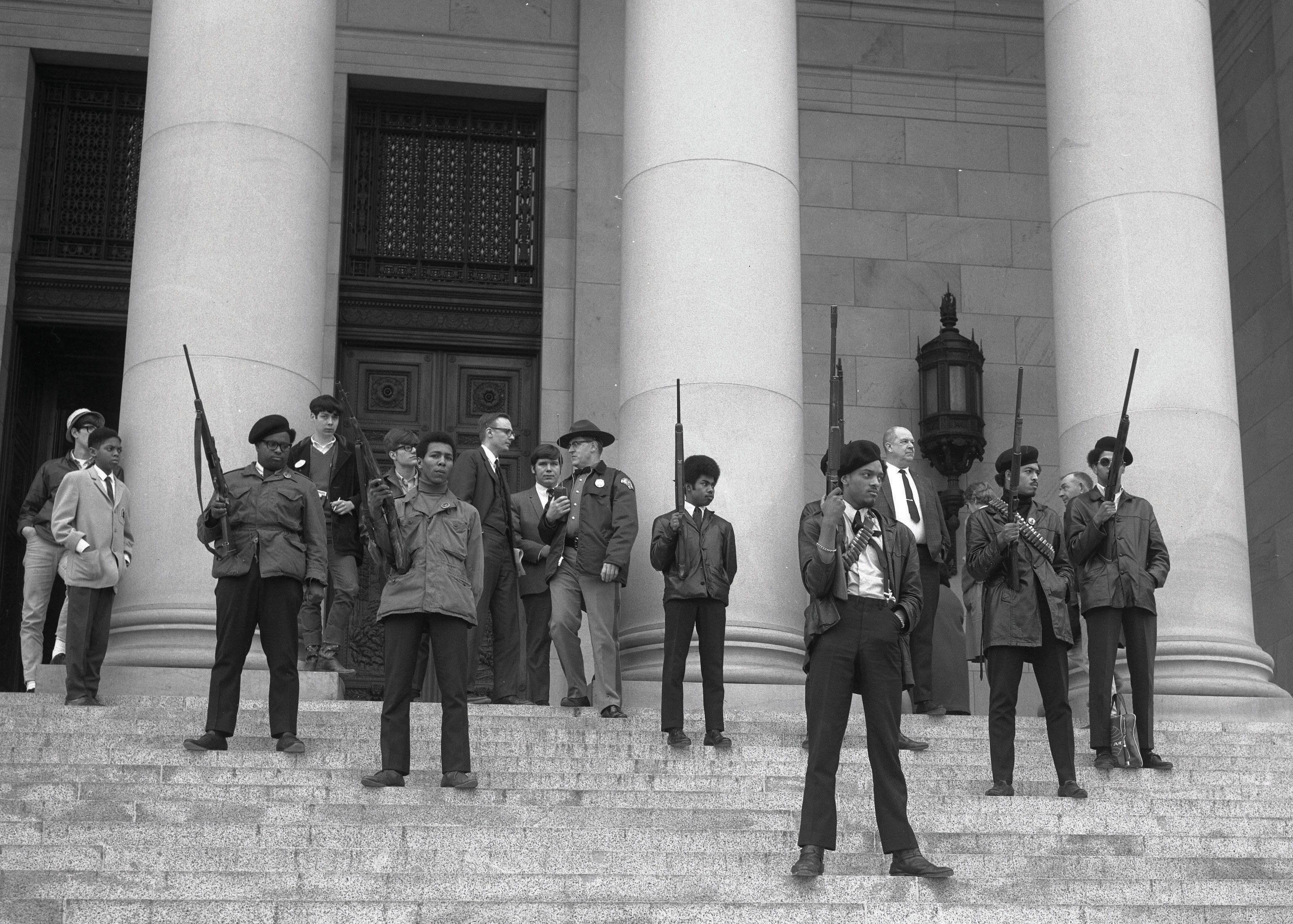
Eine Demonstration der Black Panthers

1969 hatte Tapscott mit seinem Pan Afrikan Peoples Arkestra auch an den Aufnahmen zum Album Seize the Time der Schriftstellerin, Sängerin und Aktivistin der Black Panther Party, Elaine Brown teilgenommen, der damals stellvertretenden Informationsministerin der Partei, die er durch den Dichter und Essayisten Stanley Crouch kennengelernt hatte. Er schrieb die Arrangements und leitete die Aufnahmen. Ein gewisses Gefühl der künstlerischen und auch politischen Vision Tapscotts sei bereits im Titel seiner ersten LP eingefangen; wie Tapscott in seiner Autobiografie andeutete, sei dies „eine Art Aufruf zum schwarzen Bewusstsein“. Tapscotts Komposition „The Giant Is Awakened“ würdigte die Black-Power-Bewegung so wirkungsvoll, dass Community-Mitglieder aufstanden, wenn sie gespielt wurde.
Es überrascht nicht, dass sich The Giant Is Awakened nicht gut verkaufte; die Musik war herausfordernd, doch Tapscott hatte seinen Wohnsitz in Los Angeles, nicht in New York, wo die Werbung für die LP stattfand. Zudem waren die sich deutlich für die afroamerikanische Bürgerrechtsbewegung aussprechenden Liner Notes von Stanley Crouch vollgestopft mit dem „F-Wort“, dem „N-Wort“, „m---- -f---ahs“, und Beschimpfungen der Euroamerikaner als „Crackers“. Das brachte DJs und Mainstream-Musikkritiker vermutlich zur Entscheidung, dass es am besten (und sichersten) sei, die Platte zu ignorieren. Im Ergebnis erhielt Tapscott neun Jahre lang keine Gelegenheit mehr erneut aufzunehmen. In den folgenden Jahren blieb Tapscott dem Musikgeschäft im Allgemeinen und diesem Deal im Besonderen misstrauisch und arbeitete nur noch für kleine unabhängige Plattenfirmen wie Nimbus West von Tom Albach und Interplay.

## Titelliste
- Horace Tapscott: The Giant Is Awakened (Flying Dutchman FDS 107)[10]

A1 The Giant Is Awakened 17:23

A2 For Fats (Arthur Murray Blythe) 2:20

B1 The Dark Tree 7:01

B2 Niger's Theme 11:55
Wenn nicht anders vermerkt, stammen die Kompositionen von Horace Tapscott.

## Rezeption

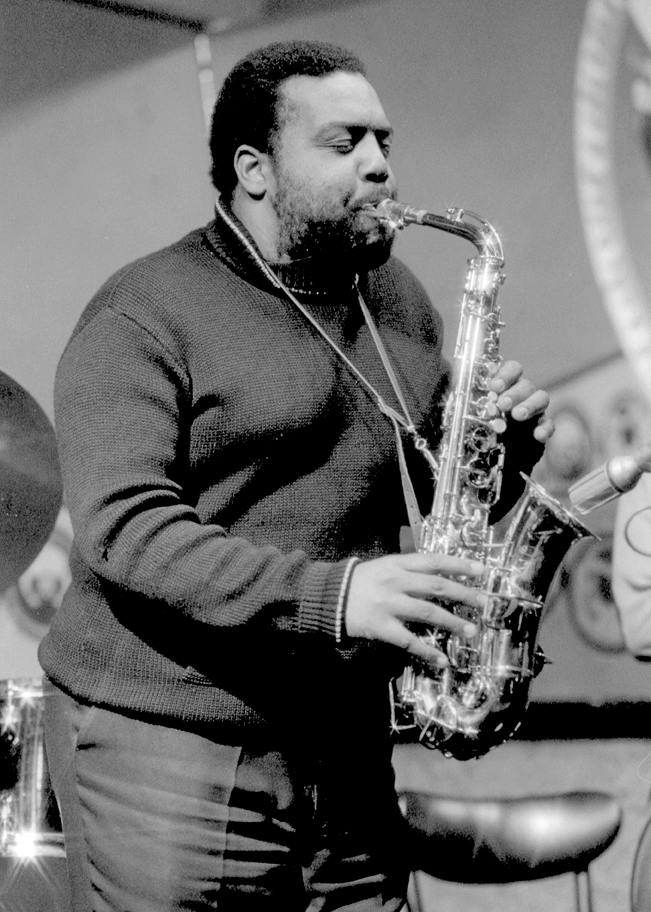
Arthur Blythe bei einem Auftritt im Keystone Korner, San Francisco 1981

„Auf jeden Fall sollten wir als Zuhörer dankbar sein, dass Tapscott überhaupt zugestimmt hat, The Giant Is Awakened aufzunehmen“, meinte Peter Margasak in Chicago Reader. Die Band hatte eine ungewöhnliche Besetzung mit zwei Bassisten – David Bryant und Walter Savage Jr. –, aber neben dem Pianisten sei ihr bemerkenswertestes Mitglied der großartige Altsaxophonist Arthur Blythe gewesen, der mit einem scharfen Ton und unerbittlicher Intensität spiele. Intensität sei in der Tat die bestimmende Qualität der Platte, die eine treibende Energie habe, die nie nachzulassen scheint; Schlagzeuger Everett Brown Jr. und Tapscott – die das geschmolzene Vampspiel McCoy Tyners in der Post-Coltrane-Ära fast höflich wirken lassen – würden massiven Antrieb für die dunklen, stürmischen Melodien im Herzen seines Komponierens liefern.
Ein Großteil des Solospiels, insbesondere das von Blythe, sei ziemlich frei, aber die Musik behalte aufgrund der einprägsamen Melodien und Tapscotts brillanten Arrangements für Bass und Schlagzeug, die unter den Soli eine Vielzahl von Rhythmusfiguren und Vamps spielen, einen starken Sinn für Struktur, schrieb Joseph W. Washek. Tapscotts Spiel zeige zwar den Einfluss von Monk, Mal Waldron, Andrew Hill und Cecil Taylor, sei aber sein eigener wunderschöner, melodischer, bluesiger Free-Jazz-Klavierstil. Trotz Tapscotts Zurückhaltung sei The Giant Is Awakened ein sehr gutes Album, das durch die Verwendung kompositorischer Elemente zur Strukturierung des freien Spiels und die Einbeziehung afrikanischer Rhythmen 1969 an der Spitze der Jazzentwicklung stand.
Lloyd Sachs urteilte im Down Beat, das Album sei „eine manchmal hypnotische, manchmal stark ausdrucksstarke Reflexion jener unruhigen Zeiten“ und kommentierte: „Mit seinen rauschenden Effekten und zwei Bassisten … ist das Album seiner Zeit voraus. Zur Enttäuschung derer, die von dieser Musik begeistert waren, hat Tapscott zehn Jahre lang keine weitere Aufnahme gemacht. Aber The Giant ist heute so hinreißend wie damals.“
Tapscotts erstes Album als Bandleader, The Giant Is Awakened, demonstrierte den allgemeinen Einfluss der Zeit auf sein kreatives Schaffen, meinte Daniel Widener in Black Arts West: Culture and Struggle in Postwar Los Angeles. Inspiriert sei er von John Coltranes Album Giant Steps sowie von High John the Conqueror als Figur der afroamerikanischen Subkultur gewesen. Nach Ansicht von Bill Shoemaker (der auch die Liner Notes der Neuausgabe schrieb), sei es eine schöne Zusammenfassung von Tapscotts [damaligem] Spiel und [damaligen] Kompositionen. Obwohl diese weiterhin auf stark Hookline-dominierten, häufig lautstarken Themen, Taktverschiebungen und eindringlichen Ostinatos aufbauten, seien Tapscotts Kompositionen ein oder zwei Nuancen dunkler gewesen als die meisten von denen, die auf „Sonny's Dream“ enthalten waren. John Sinclair verstand die Platte als ein Beispiel für „Musik zur Selbstbestimmung“ und empfahl sie zusammen mit Stanley Crouchs Gedichtplatte Ain't No Ambulances for No Niggers Tonight.